# Движение за всемакедонска акция
Движение за всемакедонска акция (на македонска литературна норма: Движење за семакедонска акција), съкр. ДВА, е бивша политическа партия в Република Македония.
Създадена е през февруари 1990 г., прокламира македонската независимост. В нейната платформа се казва, че тя е партия на всички македонци „без значение на социалната, националната или религиозната принадлежност, които приемат програмната декларация и манифеста за свободна, независима и суверенна македонска държава“.
На 12 ноември 1990 г. е основана политическата коалиция Национален фронт, която се състои от ДВА, ВМРО-ДПМНЕ, Народната партия и Аграрната партия.
През септември 1992 г. движението започва да събира подписи за провеждането на избори, като твърди, че е събрало 128 000 подписа. През 1994 г. е сред партиите, които активно бойкотират втория тур на парламентарните избори.
Наследник на ДВА е партията „МААК – Консервативна партия“ (1995), преименувана в „Македонска акция“.